# Porsanger
Porsanger (en norvégien ; Porsáŋgu en same du nord, Porsanki en kvène et en finnois) est une kommune du comté de Finnmark en Norvège. Son centre administratif se trouve dans l'agglomération de Lakselv. Elle est limitée au nord-ouest par les communes de Kvalsund et Måsøy, au nord par Nordkapp, à l'est par Lebesby, au sud par Karasjok, et à l'ouest par Alta. Porsanger est la 3e plus grande commune de Norvège par sa superficie.
Porsanger (qui s'appelait Kistrand avant 1964) acquit le statut de kommune le 1er janvier 1838. Elle fut par la suite amputée de trois nouvelles kommuner : Kautokeino (en 1851), Kjelvik (en 1861 ; aujourd'hui Nordkapp) et Karasjok (en 1866). Depuis 2004, la kommune, ayant trois langues officielles (cas unique en Norvège), a aussi trois dénominations : Porsanger, Porsáŋgu, et Porsanki.
La population est d'environ 4 000 personnes, en lente diminution (de l'ordre de 0 à 8 % par an selon les statistiques annuelles de la commune). Beaucoup d'entre elles sont d'ascendance kvène ou sami.

## Toponymie
La forme en vieux norrois était Porsangr. Le premier élément serait, soit le nom d'une plante (pors ou finnmarkspors, le lédon des marais), soit un terme same, borsi, qui signifie « chute d'eau ». Le second élément, angr, signifie « fjord ».

## Géographie
Située à plus de 70° nord, à une latitude très voisine de celle de Hammerfest, Porsanger bénéficie du soleil de minuit du 16 mai au 27 juillet ; la nuit polaire y dure du 25 novembre au 16 janvier.
Porsanger est la 3e plus vaste commune de Norvège, avec une superficie de 4 873 km2 (4 643 km2 pour la seule terre ferme), et compte sensiblement 4 000 habitants. Elle s'étend autour de la partie sud du Porsangerfjorden (« fjord de Porsanger »), qui est le 4e de Norvège par sa longueur (123 km), et le plus long de Norvège du Nord ; ses principales îles sont Store Tamsøy et Reinøya, plus de nombreux ilots. L'agglomération principale est Lakselv, à la naissance du fjord, mais il existe de nombreux hameaux dispersés sur les deux rives, comme Kistrand, Olderfjord, Børselv, ou Billefjord. La Route européenne 6 (E6) traverse la commune du nord au sud (tronçon de Russenes à Karasjok) en longeant la rive occidentale du fjord.
La commune de Porsanger compte trois importantes rivières à saumons, le Stabburselv, le Lakselv (dont le nom signifie précisément « rivière aux saumons ») et le Børselv.

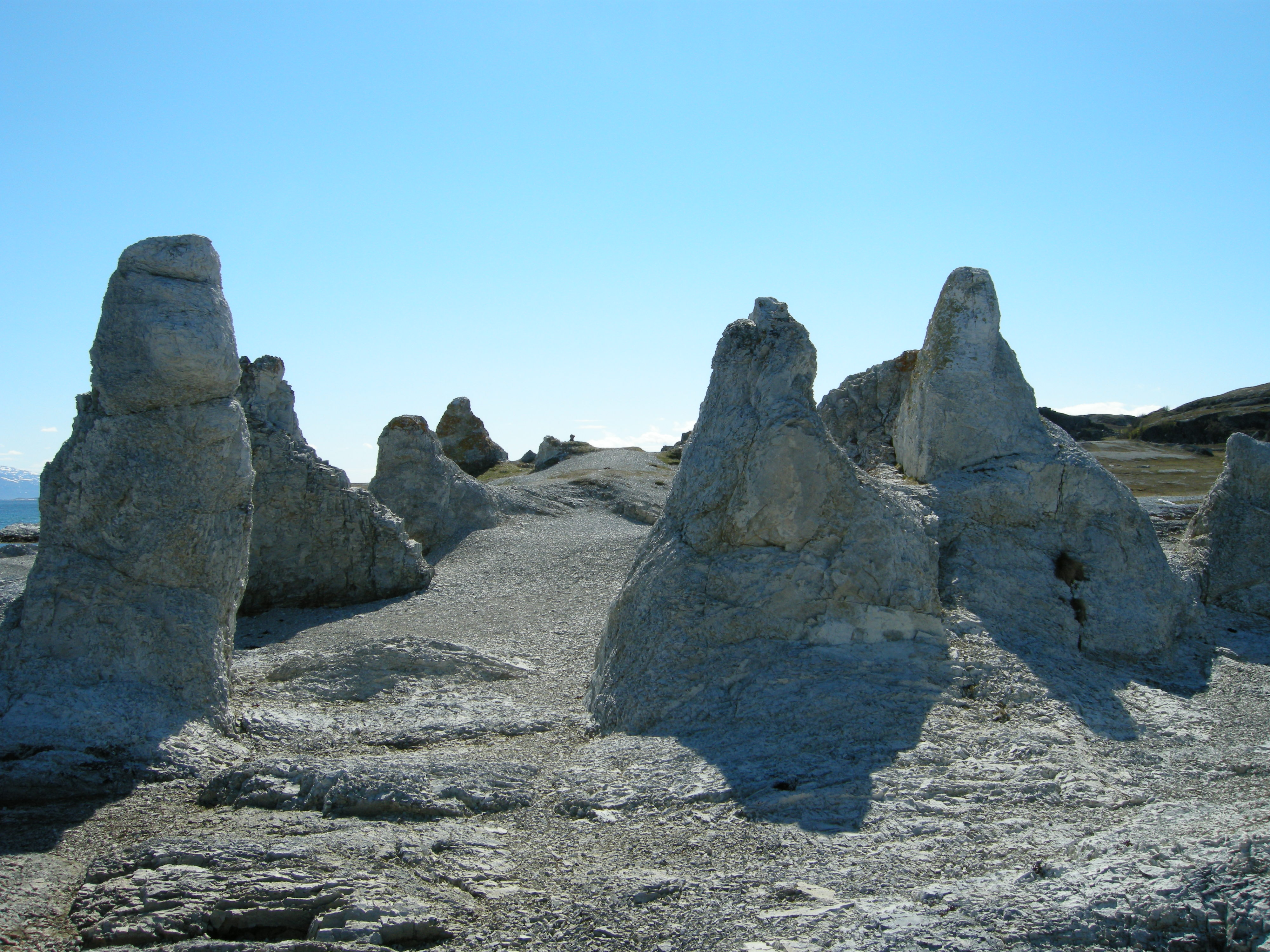
Les trolls de Porsanger (dolomites, formations naturelles).

Sur la rive ouest du fjord s'étend le Parc national de Stabbursdalen, l'une des plus grandes réserves d'oiseaux migrateurs de Norvège. La réserve naturelle de Reinøya est protégée pour sa flore spécifique et ses formations géologiques. Celle de Skoganvarre possède une ancienne forêt de pins, la plus septentrionale du monde. Les réserves de Børselvosen et Viekker sont protégées pour leurs zones humides uniques.
Au lieu-dit Roddines, site aujourd'hui protégé, on peut trouver le long du rivage des traces du soulèvement des terres qui s'est produit lorsque les glaces ont commencé à se retirer, il y a environ 8-9000 ans.
Les « trolls » de Trollholmsund constituent un autre centre d'intérêt touristique naturel. Cette couche de formations dolomitiques de plus de 200 m d'épaisseur s'avance à l'intérieur du fjord, au nord de la commune.
Le point culminant est le Čohkarášša, avec 1 139 m d'altitude. La commune compte de nombreux sommets dépassant les mille mètres. Son territoire est aussi parsemé de centaines de lacs souvent poissonneux.
Le fond des vallées est surtout composé de dépôts sédimentaires laissés par les cours d'eau et de moraines éparses datant de l'époque glaciaire. Les reliefs sont composés principalement de gneiss, de quartzite, d'ardoise, de métabasalte et de dolomites. Ces dernières constituent une ressource naturelle très importante du Finnmark, mais leur qualité est insuffisante pour permettre une exploitation industrielle. Dans le sous-sol des zones montagneuses on a aussi trouvé de l'or, du platine, du palladium, du cuivre et du nickel.

## Histoire

### Préhistoire
Les toutes premières traces d'occupation humaine remontent à 8 000 ans avant notre ère, c'est-à-dire au Néolithique ; elles seraient liées à la culture Komsa (9000 – 4000 ans av. J.C.). Une dizaine de lieux d'habitation Komsa ont été découverts le long du fjord de Porsanger. Les archéologues se sont pour différentes raisons montrés réticents à relier les découvertes du Finnmark à l'ethnie same. Les objets retrouvés remontant à notre ère peuvent cependant être raisonnablement considérés comme étant d'origine same.

### Les premiers Samis

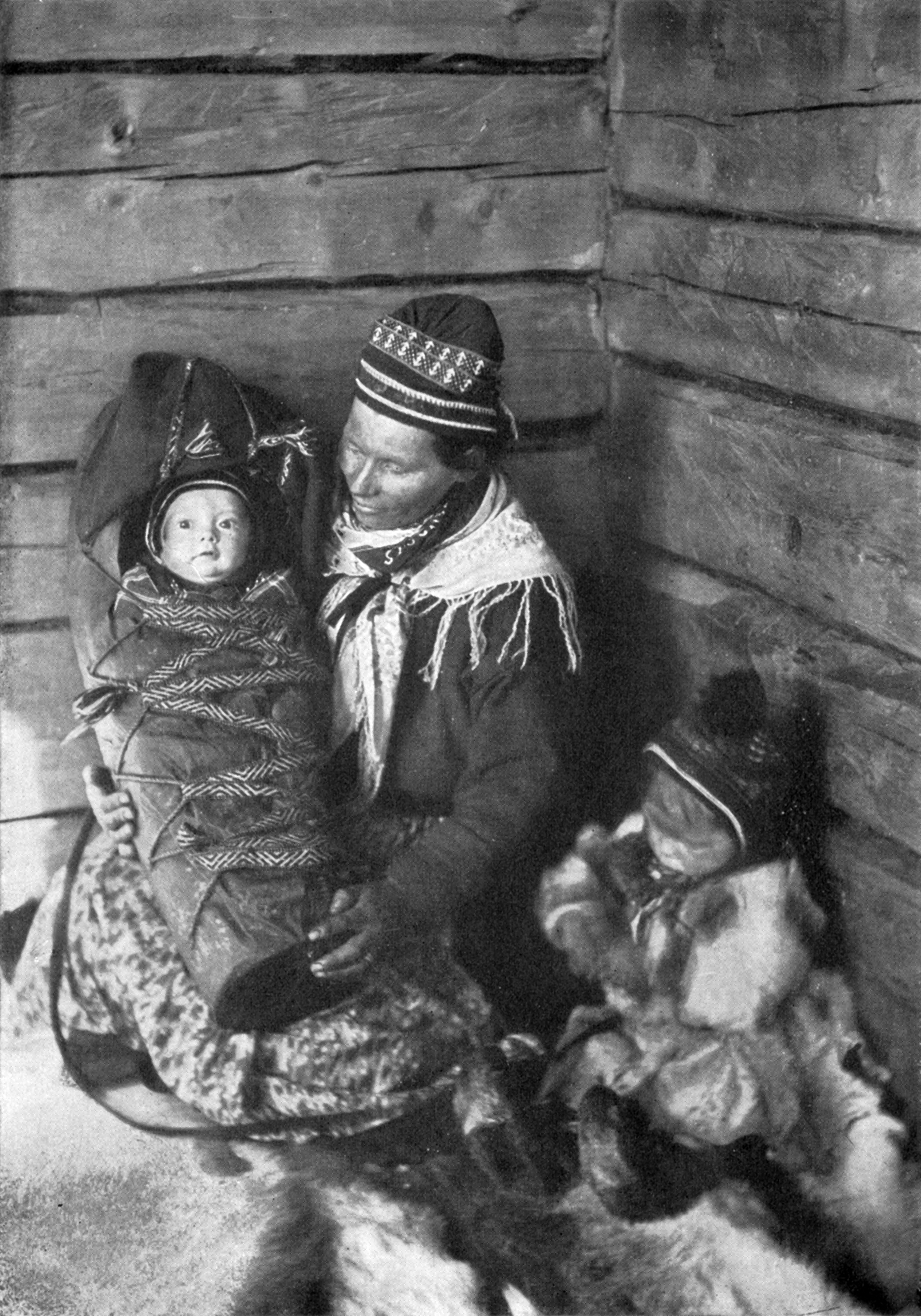
Laponie: Une mère et ses enfants (début XX)

Les Samis étaient chasseurs, pêcheurs et commerçants. Les objets sames retrouvés datant de l'âge du fer, de l'an 0 à 1 500, semblent indiquer que les Samis étaient essentiellement des éleveurs nomades.
Porsanger était riche en pâturages pour les rennes, ainsi qu'en lagopèdes. Dans la vallée de Stabbursdal et à Lakselv on trouvait du bois pour les bateaux et les barques. Sur les îles, notamment à Store Tamsøy, croissait en abondance la mûre arctique, et on pouvait y ramasser des œufs et du duvet. Les fleuves et les lacs étaient poissonneux (saumon, truite, omble chevalier). Les nomades sames de Porsanger s'installèrent en fonction des déplacements de la morue le long des côtes, en provenance de la Mer de Barents. Dans le fjord de Porsanger on a retrouvé des objets spécifiques à la chasse au phoque et au marsouin.
À partir de 1740 et jusqu'en 1917, le commerce « pomor » (commerce côtier entre le Nord de la Russie et de la Norvège) s'avéra d'une grande importance. Il permettait par exemple d'échanger de la farine contre du poisson, surtout du lieu noir.

### La rencontre de trois peuples

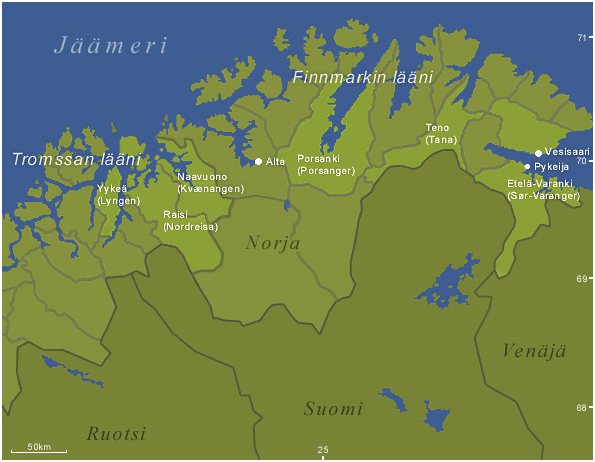
Implantations kvènes au Finnmark

Jusqu'en 1750, la région était quasi exclusivement same. Quelques noms propres, comme Máhkarávju (Magerøya), peuvent avoir été empruntés au vieux norrois, c'est-à-dire qu'ils remonteraient avant l'an 700 environ. Il y a des raisons de penser que les XIVe siècle et XVe siècle ont représenté une période de colonisation norvégienne modérée dans le Finnmark, même si elle n'a pas concerné le territoire actuel de la commune.
La population kvène arriva principalement de Tornédalie en Suède vers 1750, et jusqu'au début du XIXe siècle, même si certains s'étaient établis avant 1700 ; en particulier des hommes kvènes s'installèrent dans la région après avoir épousé des femmes sames. Les mariages transfrontaliers étaient courants dans la « calotte nordique » (nord de la Scandinavie et péninsule de Kola). Les nouveaux arrivants du XVIIIe siècle cherchaient à exercer l'agriculture ; certains d'entre eux fuyaient la famine et la guerre.
Les Kvènes étaient très proches des Samis par la langue et les coutumes. Les immigrants kvènes accédèrent aux zones d'activité et de ressources sames par les mariages, et par leur profil culturel proche de celui des Samis côtiers. Une des raisons pour lesquelles les Kvènes furent bien accueillis fut qu'ils ne s'associaient pas aux Norvégiens, mais aux milieux sames qui payaient au roi l'impôt (dit Finneskatten, et dont les colons norvégiens étaient exemptés).

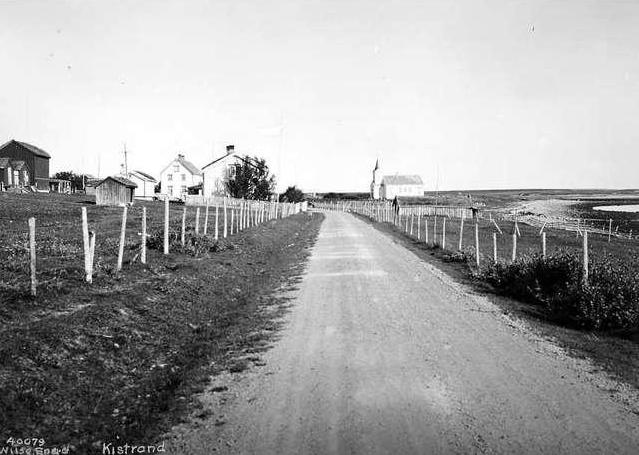
Kistrand en 1933

Porsanger a essentiellement été une commune à la fois kvène et same, même si la population same y a été majoritaire depuis les temps les plus reculés. Pourtant ces populations occupaient chacune leurs zones respectives. Les parties occidentales de Porsanger ont été marquées par la culture et la langue sames, tandis que Ytre Billefjord et Børselv étaient des bourgades kvènes. Par ailleurs, la plupart des habitants de Lakselv et de Brennelv ont des origines kvènes. Le recensement de 1865 mentionne qu'à Børselv habitaient 152 Kvènes, 18 Samis et 2 Norvégiens, tandis qu'à Lakselv on comptait 165 Kvènes, 38 Samis et 8 Norvégiens. Sur l'ensemble de la commune, les Kvènes représentaient 37,5 % de la population.
Au cours des premières décennies du XXe siècle, la population norvégienne de la commune commença à s’accroître. La première raison en était que la plupart des habitants kvènes et sames commençaient à se désigner eux-mêmes comme Norvégiens. Une autre raison était que l'agglomération avait besoin de fonctionnaires, d'enseignants, de pasteurs, de médecins, de commerçants, de responsables des routes et des forêts, et d'autres qui avaient un rôle important dans la commune, et qu'à peu d'exceptions près il s'agissait de Norvégiens, qui furent donc les plus nombreux à s'établir dans la commune. Le recensement de 1930 indique que Porsanger comptait alors 42,5 % de Samis, 31,5 % de Kvènes et 26,0 % de Norvégiens.

### La Seconde Guerre mondiale
La Seconde Guerre mondiale eut des conséquences douloureuses pour la commune et ses habitants. Pendant les années de guerre, il y eut jusqu'à 70 000 hommes stationnés à Porsanger : il s'agissait à la fois de soldats allemands et de prisonniers russes. Les Allemands construisirent au cours de cette période de puissants ouvrages de défense. Ils fondèrent aussi l'aéroport à son emplacement actuel. On rencontre encore des vestiges de bunkers çà et là de nos jours.
En 1944, la population du Finnmark fut évacuée de force vers la Norvège du sud, et pratiquement toute l'agglomération de Porsanger fut brûlée par les nazis qui s'attendaient à une invasion russe. Le Finnmark fut reconstruit après la guerre avec l'aide du Plan Marshall américain. Selon l'historien Arvid Petterson, relativement nombreux furent ceux qui à Porsanger perdirent la vie pendant la guerre.

## Actualité
Les élections municipales de 2007 ont connu un taux de participation de 58,9 %. Le Parti des Travailleurs (Arbeiderpartiet, social-démocrate) est arrivé en tête avec 34,5 % des suffrages, suivi du FRP (Fremskrittpartiet « Parti du Progrès ») avec 25,0 % (en nette progression), du parti de droite Høyre (22,1 %, en baisse), puis des autres petits partis. La bourgmestre (ordfører) actuelle est Mona Skanke.

## Blason

Porsanger

Attribué le 16 juin 1967, il représente trois rennes d'argent bondissants sur fond de gueules. Ce choix s'explique par le fait que Porsanger est l'une des plus grandes kommuner de Norvège du Nord qui ne soit pas dépendante de la pêche, mais dont l'économie soit historiquement basée sur l'élevage du renne,.

## Économie

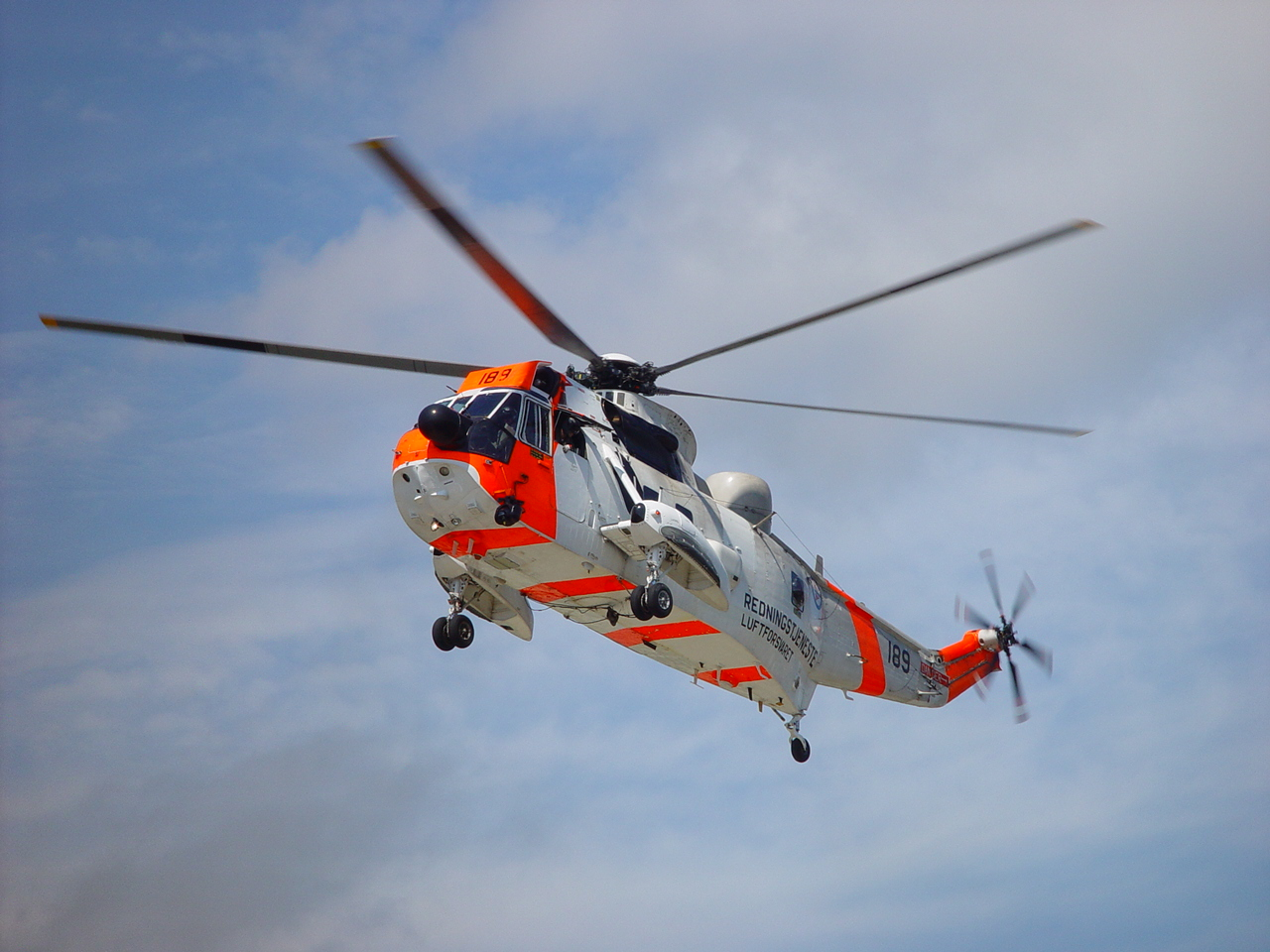
Des hélicoptères de sauvetage sont stationnés à Banak

L'aéroport de Lakselv, Banak, offre des liaisons avec Tromsø et Kirkenes, assurés par la compagnie Widerøe, ainsi que des vols charters durant l'été. L'aéroport est également utilisé par les forces aériennes norvégiennes, et si l'on tient compte de la garnison de l'armée norvégienne stationnée à Porsangermoen, la présence militaire dans la commune est considérable.
Les journaux locaux sont le Finnmark Dagblad (« Journal du Finnmark », en norvégien) et Ságat (« Nouvelles », en same).
La fabrique la plus septentrionale de vin est située à Porsanger : elle utilise des baies de camarine noire (krekling en norvégien) au lieu de raisin.
La Storhallmessa constitue une foire commerciale populaire, qui rassemble chaque 17 mai (jour de la fête nationale) plusieurs milliers de visiteurs.

## Vie culturelle
La commune de Porsanger connaît une activité culturelle importante et variée eu égard au nombre de ses habitants. Il existe environ 150 équipes et associations, de la musique et du théâtre jusqu'au sport et aux jeux.
- à Børselv a été fondé un centre linguistique et culturel kvène (Kvæntunet, renommé Kainun institutti en 2006)[11].
- un gala de danse est organisé à Storhallen chaque premier week-end de juin.
- à la fin juillet se tient un festival de pêche au saumon (Gladlakselvdagene), avec marché et organisation de rencontres diverses
- le festival de rock Midnattsrocken, à  Brennelvneset  en juillet, représente le 3e festival musical de Norvège du Nord par ordre d'importance. En 2009, il a connu une affluence record de 11 000 visiteurs.
- la municipalité organise en octobre un « mois de la culture » (concerts, expositions, sport, cours de cuisine etc.)
- à la fin novembre se tient une foire aux motoneiges (Snøscootermessa).

## Personnalités liées

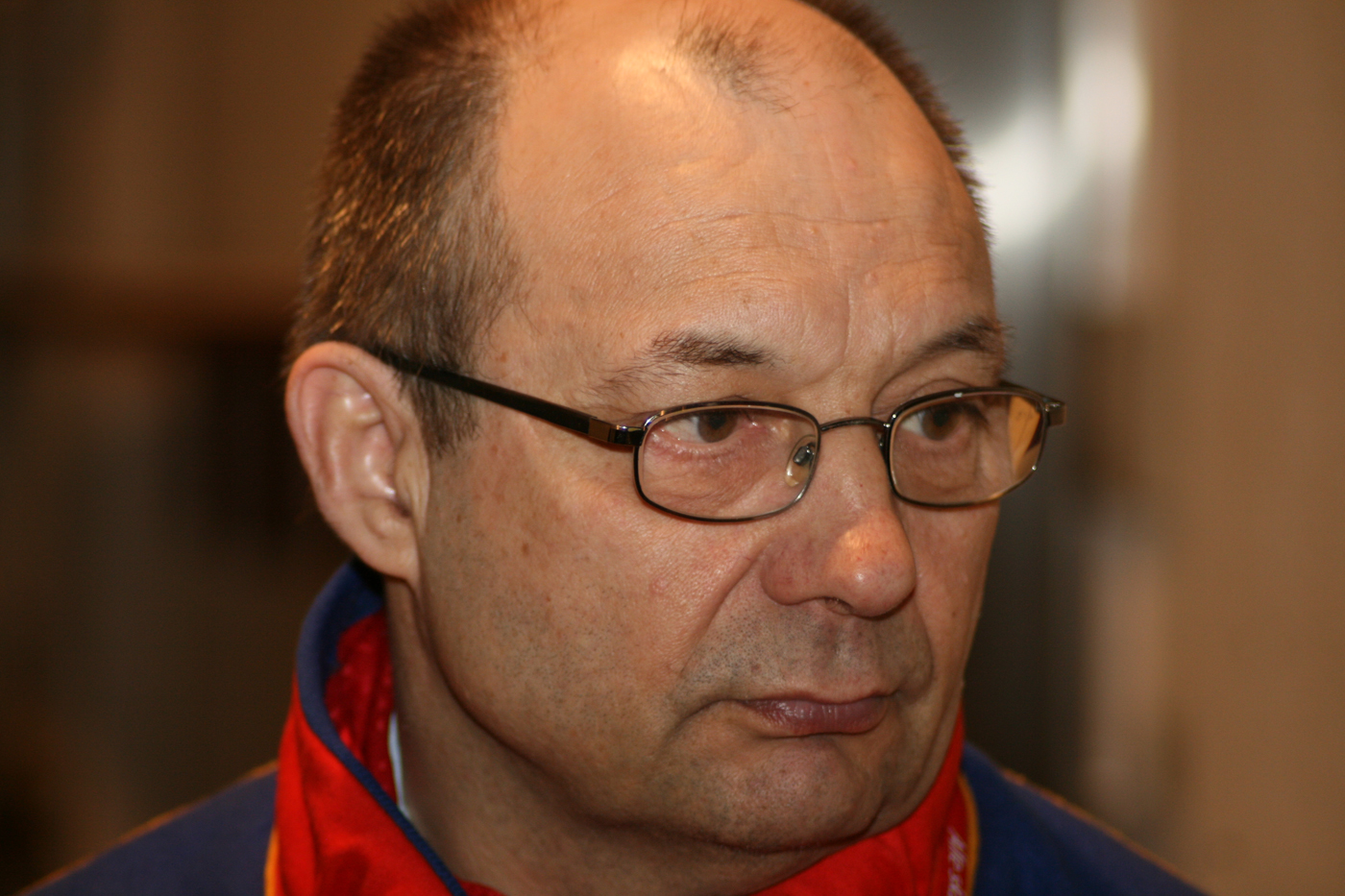
Egil Olli en 2009

- Ole Nilsen Ravna (1841-1906), participant à l'expédition à ski de Fridtjof Nansen au Groenland en 1888
- John Persen (1941-2014), compositeur same
- Håkon Stødle (1941-), clarinettiste
- Lars Iver Strand (1983-), footballeur
- Hans Kristian Amundsen, rédacteur en chef du journal Nordlys
- Alf Nilsen Børsskog, écrivain
- Synnøve Persen, artiste
- Arvid Petterson, historien
- Edith Flåten, artiste et poète
- Morten Ruud, journaliste, correspondant à Moscou de la NRK)
- Egil Olli, quatrième président du Parlement sáme de Norvège

## Faune et flore

### Oiseaux
Porsanger est riche en espèces d'oiseaux ; on peut y observer notamment le durbec des sapins. En dehors des zones boisées, ce sont les zones humides environnantes qui possèdent la plus grande diversité. Au printemps, des milliers de bécasseaux maubèches font étape sur les rives du Porsangerfjord pour se nourrir et se reposer.